# Sarcocyphos
Sarcocyphos là một chi rêu trong họ Gymnomitriaceae.